# Rijksweg 13
Der Rijksweg 13 (Abkürzung: RW 13) – Kurzform: Autosnelweg 13 (Abkürzung: A13) ist eine der meist befahrenen Autobahnen der Niederlande. Er bildet die Hauptverbindung zwischen Den Haag und Rotterdam. Aus Umweltschutzgründen gilt zwischen dem Stadhoudersweg und der Anschlussstelle Flughafen Rotterdam Den Haag eine Höchstgeschwindigkeit von 80 km/h und weiter bis zum Knooppunt Ypenburg eine Höchstgeschwindigkeit von 100 km/h. Trotz einiger Maßnahmen mit Verkehrsleitsystemen ist diese Autobahn extrem Staulastig.

## Bilder

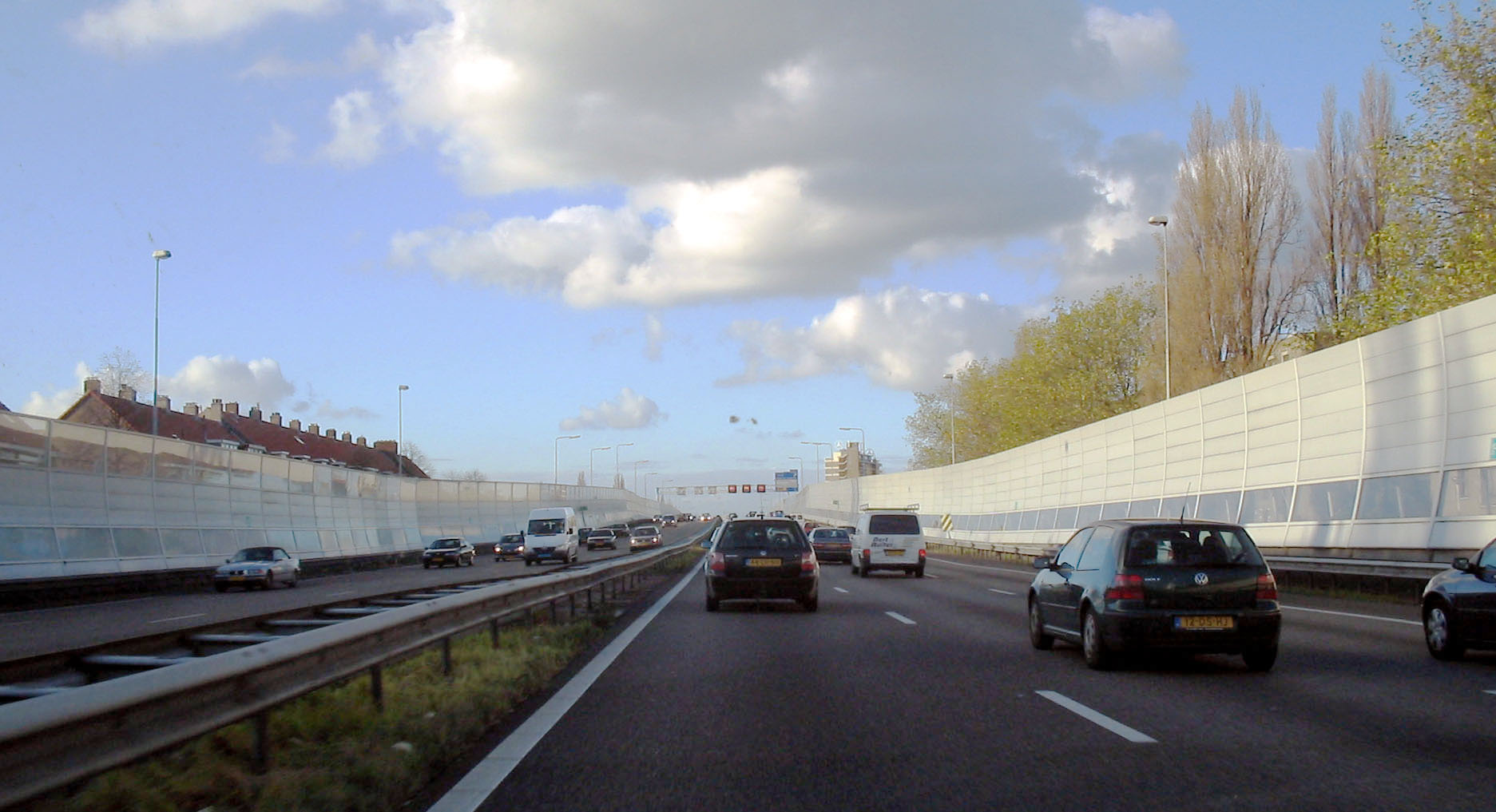
Die A13 bei Rotterdam-Overschie
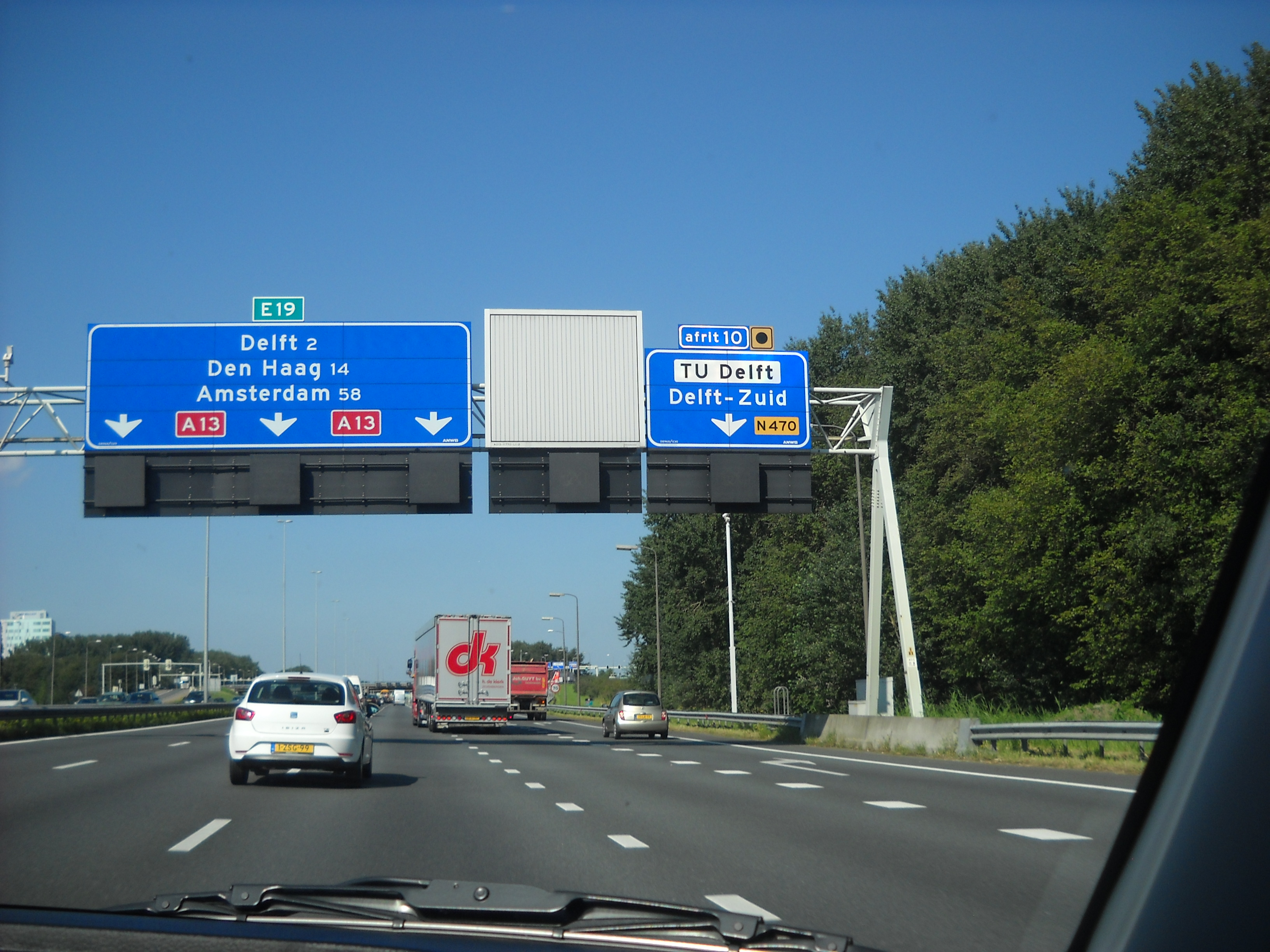
A13 bei der Ausfahrt Delft-Süd
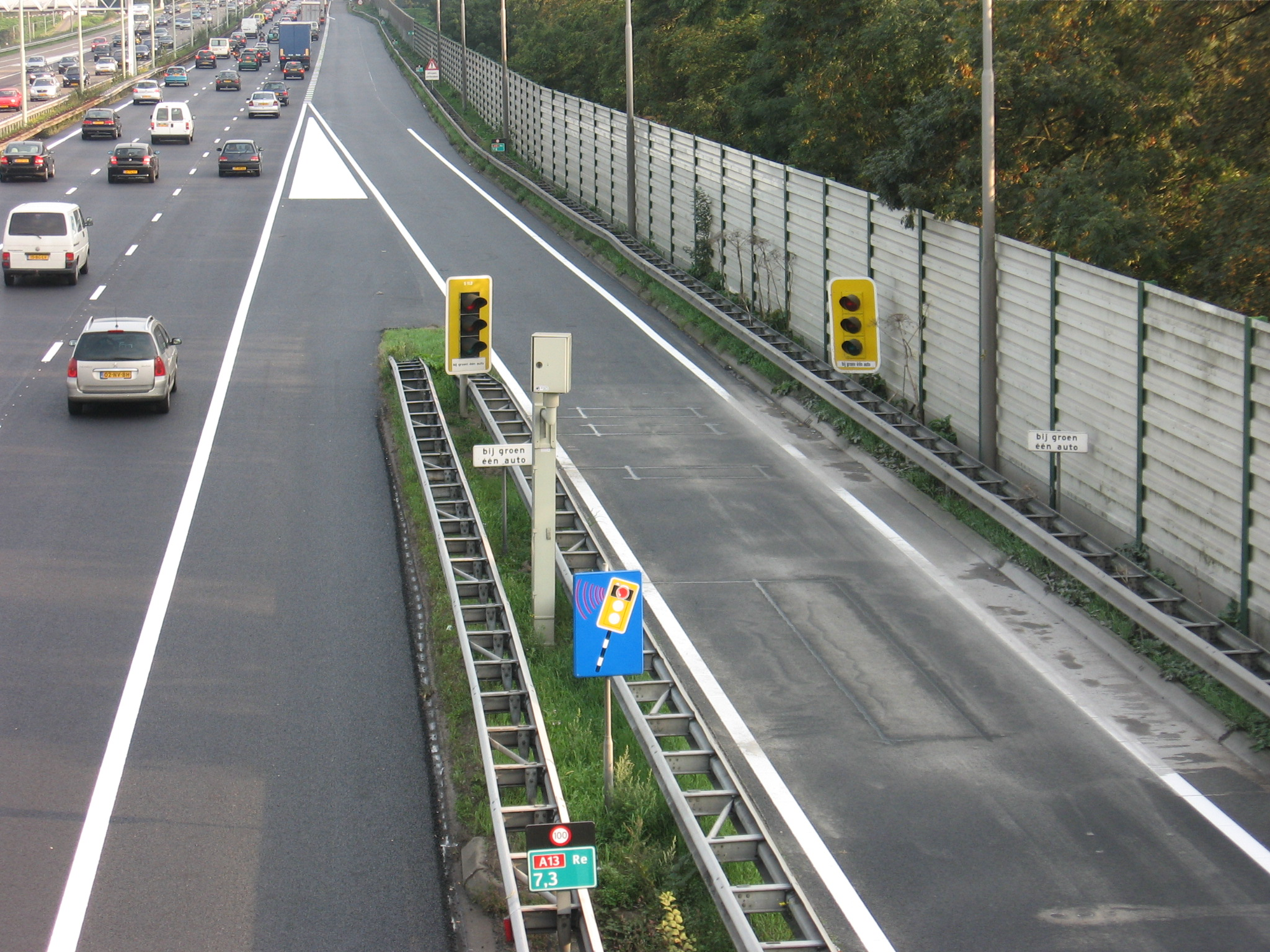
Zuflussregelungsanlage Auffahrt Delft-Nord
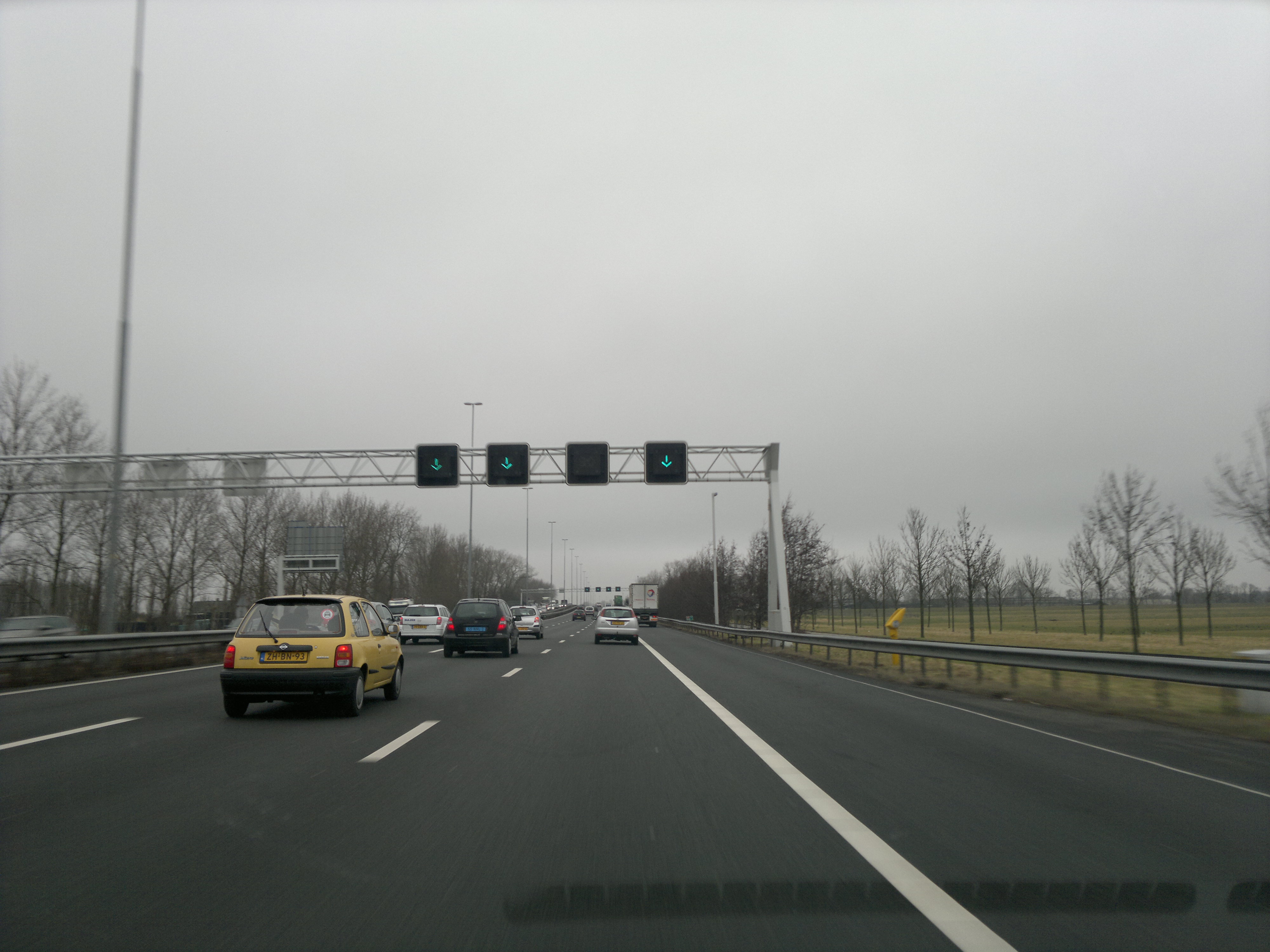
Freigabe des Seitenstreifen
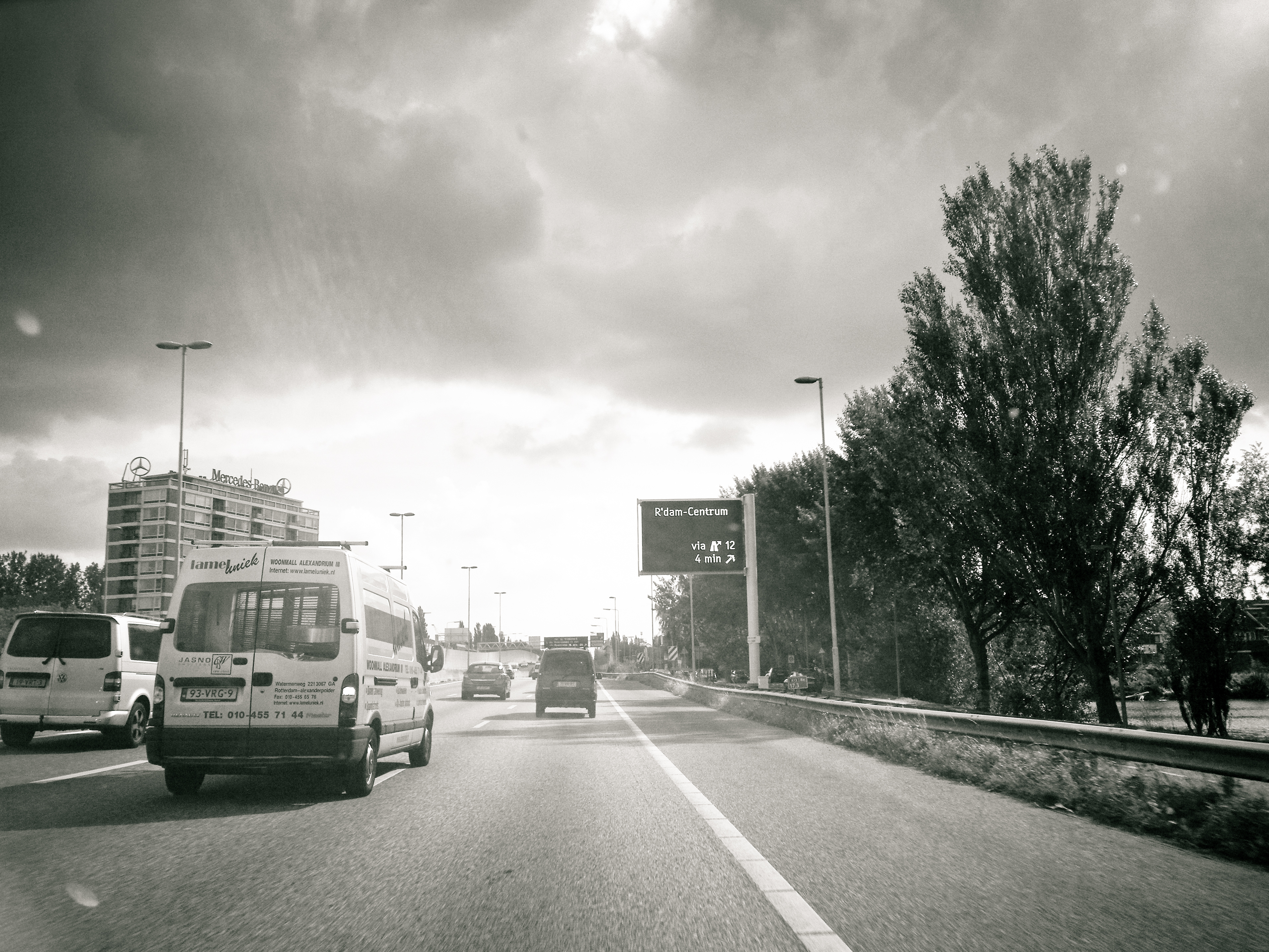
Verkehrsleitsystem